# Bayonetta 2
Bayonetta 2 (яп. ベヨネッタ 2, Beyonetta Tsū) — відеогра жанру екшен hack and slash, розроблена компанією PlatinumGames і видана Nintendo для Wii U, з Sega, як власником франшизи, яка виступає як радник. Вона є прямим продовженням гри 2009, Bayonetta.
Bayonetta 2 була анонсована 13 вересня 2012 ексклюзивно для Wii U, на відміну від попередньої гри, яка була випущена на PlayStation 3 і Xbox 360. Головна героїня, Байонетта, новий спортивний костюм, зачіска і режим двох гравців. Це також другий Bayonetta продукт, що отримав японську озвучку, використовуючи той же склад, що озвучив аніме фільм Бейонетта: Кривава доля від Gonzo.
Bayonetta 2 була випущена у вересні 2014 року, і включає порт оригінальної Bayonetta на окремому диску. Гра отримала позитивну критику від багатьох рецензентів, за рахунок загального поліпшення у порівнянні з попередньою грою.

## Ігровий процес
Bayonetta 2 заснована на попередній грі, в якій гравець управляє однойменною героїнею Байонеттою, як в бореться проти різних ангельських і демонічних сил з допомогою комбінації атак ближнього бою і перестрілок. Ухиляючись від атак супротивника в останню секунду гравець може активувати можливість 'Час відьом', що сповільнює ворогів навколо Байонетти і дозволяє легко наносити контрудари і вирішувати деякі пазли. Гравці можуть використовувати спеціальні дії, так звані Torture Attack, знищуючи супротивників в пекельних пристроях для отримання додаткових очок. Доступне налаштування зброї з першої гри, що дозволяє гравцям обладнати комбінації нових видів зброї на обох руках і ногах Байонетти. Великий спектр зброї можуть бути встановлений, в тому числі підписана персонажем зброя, лук, мечі та інші види метальної зброї. Гравці заробляють медалі під час бою. Найцінніша, 'Чиста Платина', досягається шляхом виконання великої кількості комбо, в найкоротші терміни, без пошкоджень. Як і в попередній грі, Байонетта може використовувати Torture Attack на своїх ворогах, викликаючи пристрої для тортур, щоб покінчити з поодинокими ворогами в жахливий спосіб і дати бонус гравцеві.
Bayonetta 2 також додає новий елемент геймплею під назвою Umbran Climax, який може бути активований, коли гравець має повну шкалу магії. Подібно до боїв з босами у першій грі, ця техніка зміцнює атаки і комбо Байонетти з додатковим викликом Злих ткачів і Пекельних демонів протягом короткого періоду часу. Це підвищує їх загальний діапазон і пошкодження, а також поповнює здоров'я Байонетти при використанні.

## Сюжет
Гра починається через кілька місяців після подій першої гри. Байонетта і Жанна відбиваються від групи ангелів, які напали на місто під час параду. Під час однієї з атак, Жанна захищає Байонетту від раптового нападу демона, але щось пішло не так, і її душу затягнуло в глибини Пекла. За наведенням від свого інформатора Ензо, Байонетта вирушає до священної гори Фімбулвінтер. Вхід у пекло, Ворота Пекла, має бути всередині і Байонетта планує використати їх, щоб врятувати свою подругу.

## Розробка
Невдовзі після випуску гри Bayonetta, Хідекі Камія обговорював ідеї щодо продовжень та спін-оффів разом із Юсуке Хашімото. Незважаючи на ці обговорення, Камія вважав, що продовження ніколи не побачить світ.
Однак пізніше на сторінці Камії у соціальній мережі Twitter було заявлено що він може випустити продовження якщо Bayonetta буде добре продаватися. Bayonetta 2 була представлена під час Nintendo Direct 13 вересня 2012 року.
Причиною ексклюзивності гри для Wii U стало те, що Nintendo надала додаткове фінансування після того як Sega відмовилася від проєкту.
Продюсер PlatinumGames Ацуші Інаба, відгукуючись на скарги шанувальників оригінальної гри, зазначив, що Bayonetta 2 не існувала б якби Nintendo не стала партнером розробника гри.
Sega залишалася консультантом гри.
Робота над Bayonetta 2 ґрунтувалася на відгуках, які персонал отримав від оригінальної Bayonetta, щоб внести різні поліпшення. Nintendo не брала участі в створенні гри, окрім ролі "спостерігача", і персонал був задоволений цим досвідом.
Одним з поліпшень які зробили розробники були вдосконалення рухів ворогів: у першій грі був один рух ворога при ударі Байонетти, тоді як у Bayonetta 2 вони мають різні анімації в залежності від напрямку атаки Байонетти.
Архітектура основного міського середовища, Ноатуна, була побудована на містах Бельгії та Італії, таких як Брюгге (внутрішні приміщення церкви), Брюссель (величні будівлі), Флоренція (вулиці і будинки) і Венеція (мережа каналів).